# Seznam ostrovů Portugalska
Největší ostrovy Portugalska (portugalsky ostrov — ilha). Tabulka zahrnuje ostrovy větší než 1 km² seřazené podle velikosti.

## Podle velikosti
|    | ostrov          | portugalsky              | rozloha (km²) | pobřeží (km) | max.nadm. výška (m) | nejvyšší vrchol        | počet obyvatel | hustota zalidnění | největší sídlo                       | region                       | poloha moře     |
| -- | --------------- | ------------------------ | ------------- | ------------ | ------------------- | ---------------------- | -------------- | ----------------- | ------------------------------------ | ---------------------------- | --------------- |
| 1  | São Miguel      | Ilha de São Miguel       | 746,82        | —            | 1 103               | Pico da Vara           | 137 830        | 184,56            | Ponta Delgada                        | Azory                        | Atlantský oceán |
| 2  | Madeira         | Ilha da Madeira          | 742,41        | —            | 1 862               | Pico Ruivo             | 262 456        | 353,52            | Funchal                              | Madeira                      | Atlantský oceán |
| 3  | Pico            | Ilha do Pico             | 447,00        | —            | 2 351               | Montanha do Pico       | 14 148         | 31,65             | Madalena                             | Azory                        | Atlantský oceán |
| 4  | Terceira        | Ilha Terceira            | 402,20        | —            | 1 021               | Serra de Santa Bárbara | 56 437         | 140,32            | Angra do Heroísmo                    | Azory                        | Atlantský oceán |
| 5  | São Jorge       | Ilha de São Jorge        | 237,59        | —            | 1 053               | Pico da Esperança      | 9 171          | 38,60             | Velas                                | Azory                        | Atlantský oceán |
| 6  | Faial           | Ilha do Faial            | 172,43        | —            | 1 043               | Cabeço Gordo           | 14 994         | 86,96             | Horta                                | Azory                        | Atlantský oceán |
| 7  | Flores          | Ilha das Flores          | 141,70        | —            | 914                 | Morro Alto             | 3 793          | 26,77             | Santa Cruz das Flores                | Azory                        | Atlantský oceán |
| 8  | Santa Maria     | Ilha de Santa Maria      | 97,40         | —            | 590                 | Pico Alto              | 5 552          | 57,00             | Vila do Porto                        | Azory                        | Atlantský oceán |
| 9  | Graciosa        | Ilha da Graciosa         | 60,66         | —            | 405                 | Pico do Coirão         | 4 391          | 72,39             | Santa Cruz da Graciosa               | Azory                        | Atlantský oceán |
| 10 | Porto Santo     | Ilha de Porto Santo      | 42,48         | —            | 516                 | Pico do Facho          | 5 483          | 129,07            | Vila Baleira                         | Madeira                      | Atlantský oceán |
| 11 | Corvo           | Ilha do Corvo            | 17,13         | —            | 718                 | Morro dos Homens       | 430            | 25,10             | Vila do Corvo                        | Azory                        | Atlantský oceán |
| 12 | Deserta Grande  | Deserta Grande           | 10,00         | —            | 479                 | Boqueiro Norte         | 0              | 0,00              | —                                    | Madeira                      | Atlantský oceán |
| #  | Tavira          | Ilha de Tavira           | —             | —            | —                   | —                      | —              | —                 | Parque de Campismo da Ilha de Tavira | Algarve                      | Cádizský záliv  |
| #  | Cabanas         | Ilha de Cabanas          | —             | —            | —                   | —                      | —              | —                 | —                                    | Algarve                      | Cádizský záliv  |
| #  | Armona          | Ilha da Armona           | —             | —            | 4                   | —                      | 1 000          | —                 | Armona                               | Algarve                      | Cádizský záliv  |
| #  | Culatra         | Ilha da Culatra          | —             | —            | 4                   | —                      | 1 000          | —                 | Culatra                              | Algarve                      | Cádizský záliv  |
| #  | Barreta         | Ilha da Barreta          | —             | —            | —                   | —                      | 0              | 0,00              | —                                    | Algarve                      | Cádizský záliv  |
| #  | Póvoa           | Mouchão da Póvoa         | —             | —            | —                   | —                      | 0              | 0,00              | —                                    | Metropolitní oblast Lisabonu | estuár Teja     |
| #  | Lombo do Tejo   | Mouchão do Lombo do Tejo | —             | —            | —                   | —                      | 0              | 0,00              | —                                    | Metropolitní oblast Lisabonu | estuár Teja     |
| #  | Alhandra        | Mouchão de Alhandra      | —             | —            | —                   | —                      | 0              | 0,00              | —                                    | Metropolitní oblast Lisabonu | estuár Teja     |
| #  | Bugio           | Ilha do Bugio            | 3,00          | —            | 411                 | —                      | 0              | 0,00              | —                                    | Madeira                      | Atlantský oceán |
| #  | Selvagem Grande | Selvagem Grande          | 2,45          | —            | 163                 | —                      | 5              | 2,04              | —                                    | Madeira                      | Atlantský oceán |
| #  | Cal             | Ilhéu da Cal             | 1,00          | —            | 178                 | —                      | 0              | 0,00              | —                                    | Madeira                      | Atlantský oceán |
| #  | Chão            | Ilhéu Chão               | 1,00          | —            | 98                  | —                      | 0              | 0,00              | —                                    | Madeira                      | Atlantský oceán |